# Господиново (Силистренская область)
Господиново (болг. Господиново) — село в Болгарии. Находится в Силистренской области, входит в общину Кайнарджа. Население составляет 27 человек.

## Политическая ситуация
В местном кметстве Средиште, в состав которого входит Господиново, должность кмета (старосты) исполняет Георги Петков Василев (Болгарский земледельческий народный союз (БЗНС)) по результатам выборов.
Кмет (мэр) общины Кайнарджа — Любен Жеков Сивев (инициативный комитет) по результатам выборов.